# Miriam Katamanda
Miriam Katamanda (* 28. März 1991) ist eine sambische Fußballnationalspielerin. Auf nationaler Ebene spielte sie für die Frauenmannschaft des Red Arrows FC. Im Jahr 2010 wurde Katamanda in die sambische U-20-Nationalmannschaft berufen, ein Jahr später in die U-23, sowie A-Nationalmannschaft.